# Microregione di Itacoatiara
Itacoatiara è una microregione dello Stato di Amazonas in Brasile, appartenente alla mesoregione di Centro Amazonense.

## Comuni
Comprende 5 municipi:
- Itacoatiara
- Itapiranga
- Nova Olinda do Norte
- Silves
- Urucurituba